# Гонорій III
Гонорій III (лат. Honorius; 1148 — 18 травня 1227) — 177-ий папа Римський (1216—1227. Римлянин. Представник аристократичного роду Савеллі. Скарбник Римської Церкви за понтифікату Климента III і Целестина III. Учитель Фрідріха II, майбутнього імператора Священної Римської імперії (1197). 1198 року папа Іннокентій III призначив його кардиналом.

## Біографія
18 липня 1216 року 19 кардиналів зібрались у Перуджі, за 2 дні до того помер Іннокентій III, маючи намір обрати нового папу. Тривожний стан справ в Італії, загроза нападу татар змусили кардиналів вдатись до компромісу у розв'язанні питання про обрання нового папи. Кардинали Уголіно ді Остія (майбутній Григорій IX) і Гвідо ді Пренесте були уповноважені призначити нового папу. Їхній вибір зупинився на Ченціо Савеллі, який прийняв тіару під іменем Гонорія III. Його було висвячено у Перуджі 24 липня, короновано у Римі 31 серпня, а 3 вересня він зайняв Латеранський собор. Римляни дуже радісно сприйняли його обрання папою, оскільки дуже любили Гонорія III через його доброту.
1216 року, після смерті імператора Римської Латинської імперії Генріха І, корону латинської імперії запропонували П'єру де Куртене.
Він вирушив на Схід через Рим, де побажав бути коронованим папою Гонорієм III. Той виявився в незручному становищі, оскільки не хотів порушувати права латинського патріарха Константинополя, до того ж побоювався, що така коронація створить прецедент для можливих претензій Римських латинських імператорів на Рим і Західну Римську імперію. Хитромудрий Папа знайшов вихід: 9 квітня 1217 року він коронував П'єра і Іоланду, але не в соборі Святого Петра, а в церкві Святого Лаврентія, яка перебувала за межами міста.
1223 року Гонорій III відлучив від Церкви португальського короля Афонсу II, який урізав привілеї та доходи Католицької церкви у Португалії й конфліктував із бразьким архієпископом Ештваном Суарешем. Незабаром король раптово помер, не встигнувши розкаятися.